# Августин Малар
Августин (Густав) Малар (словац. Augustín Malár) (*18 липня 1894 року, Райтерн — †1945, Заксенгаузен) — словацький військовий діяч, генерал 1-го класу (генерал-лейтенант). Один з провідних військовиків Першої Словацької республіки, страчений у Німеччині за підозрою у причетності до Словацького національного повстання 1944 року.

## Рання біографія
Розпочав військову службу добровольцем в австро-угорській армії у травні 1915 року. У грудні того ж року як командир чати (взводу) потрапив на російський фронт Першої світової війни. Згодом був переведений на італійський фронт, де у жовтні 1916 року потрапив у полон. Вступив до Чехословацьких Легіонів, займався набором чеських та словацьких полонених до військових частин Легіонів, воював в лавах Легіонів в чині поручника.
Протягом 1927—1930 років навчався у вищій військовій школі в Празі. Проходив службу в чехословацькій армії, починаючи з 1931 року — майор, а з 1936 року — підполковник Генерального штабу. З жовтня 1935 по березень 1939 року — член міжурядової комісії з делімітації чехословацько-угорського кордону.
Після проголошення незалежності Словацької республіки в березні 1939 року отримав чин полковника новоствореної словацької армії, брав участь у збройному конфлікті з Угорщиною того ж місяця.

## Друга Світова війна
Брав участь у Другій Світовій війні з першого її дня — був командувачем Третьої піхотної дивізії «Разус» в складі Польової Армії «Бернолак», яка 1 вересня 1939 року вторглася на територію Польщі в рамках Польської кампанії вермахту. Однак безпосередньо дивізія «Разус» Августина Малара мала завдання захисту 170-кілометрової ділянки словацько-польського кордону та брала участь лише в коротких сутичках із польськими військами.
Малар стояв біля витоків становлення військової науки в незалежній Словаччині, обіймаючи з лютого 1940 року посаду керівника Вищої військової школи в Братиславі.
Після нападу Нацистської Німеччини на СРСР у червні 1941 року Словацька республіка, як союзник Німеччини, відрядила на Східний фронт експедиційну армійську групу під командуванням Фердинанда Чатлоша, яка наступала на територію СРСР у складі Групи армій «Південь». Августин Малар був призначений командувачем 1-ї піхотної дивізій у складі цієї армійської групи. У серпні 1941 року відбулося переформування словацького війська на Східному фронті, на основі дивізії Малара були зібрані найбоєздатніші частини, підрозділ отримав назву «Швидка дивізія». Швидка дивізія під командуванням Малара була включена до 1-ї танкової армії вермахту, у складі якої просувалася у напрямку Кавказу. Наприкінці літа 1942 року Малар був заміщений на посаді командувача Швидкої дивізії Йозефом Туранцем.
Протягом 1942—1944 років служив військовим аташе Словаччини в Римі, Будапешті та Берлині. Виступав проти розширення військового співробітництва з Німеччиною.

## Словацьке національне повстання
На момент початку Словацького національного повстання 1944 року командував Східнословацьким корпусом, розташованим у Пряшові. Організаторами повстання передбачалося, що відразу після його початку корпус перейде на їх сторону та надаватиме збройну відсіч німецьким частинам. Однак, Малар вважав початок повстання, яке спалахнуло у Словаччині 29 серпня 1944 року як відповідь на введення до країни німецьких військ для боротьби з партизанами, передчасним, а саме повстання — приреченим на невдачу без своєчасної підтримки з боку Червоної армії. Він так і не віддав наказу щодо збройного опору німецьким частинам, обидві дивізії корпусу були роззброєні, частина солдатів пізніше приєдналася до партизанів, інші розійшлися по домівках, а решта була відправлена німцями до концентраційних таборів.
Сам Малар був заарештований гестапо та ув'язнений у концентраційному таборі Заксенгаузен (за іншими даними — в Флоссенбурзі). Точних відомостей про місце та час смерті Августина Малара немає, ймовірніше за все страчений в концентраційному таборі навесні 1945 року.

## Нагороди[1]
- Срібна медаль за хоробрість (Австро-Угорщина)

### НагородиЧехословаччини
- Чехословацький військовий хрест 1914—1918
- Чехословацька медаль перемоги 1914—1920
- Чехословацька революційна медаль

### Нагороди Словацької республіки
- Срібна і бронзова медаль «За хоробрість» (Словаччина)
- Хрест «За заслуги в обороні країни»
- Орден Хреста Перемоги 3-го класу

### Нагороди Італії
- Пам'ятна медаль Об'єднання Італії
- Медаль «За італо-австрійську війну 1915—1918»
- Хрест «За військові заслуги» (Італія)

### Нагороди Третього Рейху
- Залізний хрест 2-го та 1-го класу
- Лицарський хрест Залізного хреста (23 січня 1942)